# Viện Hàn lâm Khoa học Malaysia
Viện Hàn lâm Khoa học Malaysia, viết tắt theo tiếng Malay là ASM (Akademi Sains Malaysia, giống với tiếng Anh: ASM, Academy of Sciences Malaysia) là cơ quan tư vấn khoa học cao nhất của Malaysia.
Viện là một cơ quan theo luật định trong chính phủ Malaysia, được thành lập ngày 1/2/1995 theo một đạo luật của Nghị viện là "Đạo luật về Viện Hàn lâm Khoa học Malaysia, 1994" . Về tổ chức Viện thuộc Bộ Năng lượng, Khoa học, Công nghệ, Môi trường và Biến đổi khí hậu (MESTECC).
Mục đích của Viện là trở thành 'Think tank' của Malaysia cho các vấn đề liên quan đến khoa học, kỹ thuật, công nghệ và đổi mới, và để theo đuổi sự xuất sắc trong các lĩnh vực khoa học, kỹ thuật và công nghệ. Đến năm 2018 Viện có 353 Nghiên cứu viên trong tám ngành khoa học.
Viện là thành viên quốc gia của Hội đồng Khoa học Quốc tế (ISC) , và trước đây là thành viên của Hội đồng Quốc tế về Khoa học (ICSU). Chủ tịch hiện tại là Prof. Datuk Dr Asma Ismail.